# دائرة زهانة
دائرة زهانة هي إحدى دوائر ولاية معسكر الجزائرية.